# Gojčin (Osmaci)
Pour les articles homonymes, voir Gojčin.
Gojčin (en serbe cyrillique : Гојчин) est un village de Bosnie-Herzégovine. Il est situé dans la municipalité d'Osmaci et dans la république serbe de Bosnie. Selon les premiers résultats du recensement bosnien de 2013, il compte 128 habitants.
Avant la guerre de Bosnie-Herzégovine, le village faisait entièrement partie de la municipalité de Kalesija ; à la suite des accords de Dayton (1991), une portion de son territoire a été rattachée à la municipalité d'Osmaci nouvellement créée et intégrée à la république serbe de Bosnie.

## Démographie

### Évolution historique de la population dans la localité
| 1948 | 1953 | 1961 | 1971 | 1981  | 1991   | 2013 |
| ---- | ---- | ---- | ---- | ----- | ------ | ---- |
| -    | -    | 858  | 955  | 1 052 | 1 067, | 128  |

|  |

### Communauté locale
En 1991, la communauté locale de Gojčin comptait 1 674 habitants, répartis de la manière suivante :